# Prosthoporus
Prosthoporus is een geslacht van insecten uit de orde vliesvleugeligen (Hymenoptera) en de familie Ichneumonidae.

## Soorten
- P. marjoriae Gupta, 1983
- P. mexicanus (Kasparyan & Ruiz, 2008)
- P. nigrifemur Gupta, 1983
- P. nigrispina (Cameron, 1885)
- P. panamensis Gupta, 1983
- P. striatifrons Gupta, 1983
- P. terani Porter, 1977
- P. townesi Gupta, 1983